# Doe Maar
Doe Maar est un groupe néerlandais de ska, actif entre 1978 et 1994 avec quelques retours sporadiques.

## Histoire
Doe Maar se forme en 1978 par le claviériste et chanteur Ernst Jansz, le bassiste Piet Dekker (ils avaient déjà joué ensemble dans plusieurs projets, dont le backing band de Boudewijn de Groot), le guitariste Jan Hendriks et le batteur Carel Copier. Ils sortent leur premier album éponyme un an plus tard, et Dekker quitte le groupe en 1980. Le groupe le remplace par Joost Belinfante.
À la fin de la première tournée, Jansz invite Henny Vrienten, musicien et compositeur professionnel, à rejoindre le groupe. Ils commencent à travailler sur le deuxième album du groupe, Skunk, qui sort en 1981.
En 1982, Carel Copier subit une blessure qui met fin à sa carrière et l'oblige à quitter le groupe. René van Collem est recruté à temps pour enregistrer le troisième album de Doe Maar, Doris Day en andere Stukken, dont la chanson titre, Doris Day, est un succès. L'album est un succès et permet au groupe de se faire connaître du public néerlandais. Une version dub du disque, intitulée Doe De Dub, mixée par Vrienten et le producteur Peter Vincent, est sortie la même année, et le groupe remporte le prix Zilveren Harp de Buma Cultuur. En mai 1982, ils font la première partie du Pinkpop. Van Collem quitte le groupe peu après (il rejoint Spargo l'année suivante) et est remplacé par Jan Pijnenburg.
En mai 2012, Vrienten annonce dans l'émission De Wereld Draait Door que Doe Maar travaille sur de nouveaux morceaux, en collaboration avec le label TopNotch. Sorti en septembre de la même année, Versies/Limmen Tapes est un double album composé de nouvelles versions des chansons classiques du groupe sur le premier disque, Limmen Tapes, et de reprises rap des titres de Doe Maar sur Versies, produites par les Anonymous Mis, par des artistes tels que  Gers Pardoel, Kempi, Kraantje Pappie, the Opposites, Winne, Extince, Postmen, Def Rhymz et Spinvis,. Plus tard dans l'année, le groupe reçoit l'Edison Award et organise un concert de charité pour War Child. Début 2013, Doe Maar entame la tournée Glad ijs. Plus tard dans l'année, le documentaire télévisé Doe Maar : Dit is Alles est diffusé. En 2016, ils célèbrent le 32e anniversaire de leur rupture et publient une version néerlandaise de 54-46 That's My Number de Toots and the Maytals avec le chanteur surinamais de reggae Kenny B. En 2018, Doe Maar célèbre son 40e anniversaire avec la tournée Er verandert NIX.
En 2021, le groupe devait se produire à Down the Rabbit Hole, mais l'événement est annulé en raison de la pandémie de Covid-19. Une tournée d'adieu du groupe, qui devait commencer fin 2021, est également annulée en raison de la maladie de Vrienten. Le 25 avril 2022, Henny Vrienten meurt d'un cancer du poumon à l'âge de 73 ans,. Le 31 mai 2024, le premier batteur du groupe, Carel Copier, meurt d'un cancer à l'âge de 72 ans.

## Discographie

### Albums studio
- 1979 : Doe Maar
- 1981 : Skunk
- 1982 : Doris Day en andere stukken
- 1983 : 4us
- 2000 : Klaar

### Albums live
- 1983 : Lijf aan lijf
- 1995 : Het afscheidsconcert – Live in de Maaspoort 's-Hertogenbosch
- 2000 : Hees van Ahoy
- 2012 : Symphonica in Rosso

### Compilations
- 1984 : 5 jaar Doe Maar, Het complete overzicht
- 1984 : De beste van Doe Maar
- 1991 : De beste
- 1994 : Het complete hitoverzicht
- 1999 : Het allerbeste van Doe Maar
- 1999 : Alles
- 2004 : Hollands glorie
- 2007 : Écht alles
- 2008 : De singles
- 2012 : De doos van Doe Maar (coffret)

### Autres albums
- 1982 : Doe de dub – Discodubversie (version dub de Doris Day)
- 2000 : TriLLend Op M'n Benen (Doe Maar Door Anderen) (album hommage)
- 2012 : Versies/Limmen Tapes

### Singles notables
- 1979: Ik zou het willen doen
- 1979 : Sinds 1 dag of 2 (32 jaar)
- 1981 : Smoorverliefd
- 1982 : Doris Day
- 1982 : De bom
- 1983 : Pa
- 1983 : 1 nacht alleen
- 1984 : Macho